# Янково Селище
45°22′ пн. ш. 15°25′ сх. д. / 45.36° пн. ш. 15.42° сх. д.
Янково Селище (хорв. Jankovo Selište) — населений пункт у Хорватії, в Карловацькій жупанії у складі громади Генеральський Стол.

## Населення
Населення за даними перепису 2011 року становило 77 осіб.
Динаміка чисельності населення поселення: